# ماکسیمیلیان فرتر-پیکو
ماکسیمیلیان فرترپیکو (آلمانی: Maximilian Fretter-Pico) یک ژنرال آلمانی در دوره رایش سوم و از ۷ ژوئیه تا ۲۲ دسامبر ۱۹۴۴ فرمانده ارتش ششم بود.